# Kateřina Konečná
Kateřina Konečná, née le 20 janvier 1981 à Nový Jičín, est une femme politique tchèque membre du Parti communiste de Bohême et Moravie.

## Biographie
Elle a été observatrice au Parlement européen avant l'adhésion de la Tchéquie à l'Union européenne, puis députée européenne avant les première élections européennes en Tchéquie en 2004.
Elle a été élue députée européenne lors des élections européennes de 2014. Elle siège au sein de la Gauche unitaire européenne/Gauche verte nordique.